# Civilizacija
Civilizacija (lat. civilitas = vljudnost, uglajenost) je pojem, ki je nastal v 18. stoletju in je skozi čas spremenil pomen. Najprej je predstavljal nekakšno razsvetljensko antitezo fevdalni družbi srednjega veka. Tako so jo razumeli zlasti francoski enciklopedisti. Danes je to obsežnejši pojem, ki vključuje različne faze in načine materialnega, intelektualnega in moralnega razvoja skupnosti.
S civilizacijo lahko razumemo skupek znanj, običajev, miselnih in umetniških prepričanj ter nadzora, do katerih se je neka družba dokopala v boju proti naravnim in družbenim silam. Pomeni lahko tudi raven razmeroma razvitega okusa in uglajenosti, ko je človeštvo s tehniko, politično, z razvojem filozofije in književnosti obvladalo človeku nenaklonjene naravne sile. 
Za predstavnike razsvetljenstva je bila civilizacija povezana z idejo družbenega napredka in je predstavljala zmagoslavje racionalnosti nad religijo in razvoj naravoslovja.
Velike civilizacije:
Civilizacija Nok - Nahaja se v Nigeriji, slovi po izrednem železarstvu ter specifičnih kipcih.
Civilizacija Asircev: (glavno mesto: Asur) Večino svojega obstoja, so bili v vojni z Babilonci. Ti so bili tudi njihov konec.  Njihova značilnost so bila odlična oblegovalna orožja, ter neprizanašanje sovražniku.
Hetiti: prvi miroven sporazum v zgodovini in sicer z Egipčani. Hetiti so ga za časa Tutankamona prekršili, kar je vodilo v vojno.
Egipčani: Poznavanje matematike, fizzike, gradbeništva, astrologije, astronomije, spremljanje letnih časov,...
Stari grki: Najbolj poznani po posodah v Helenističnem slogu. Zlata doba helenizma je napočila za časa Aleksandra Makedonskega.